# ポップアップ式ヘッドランプ

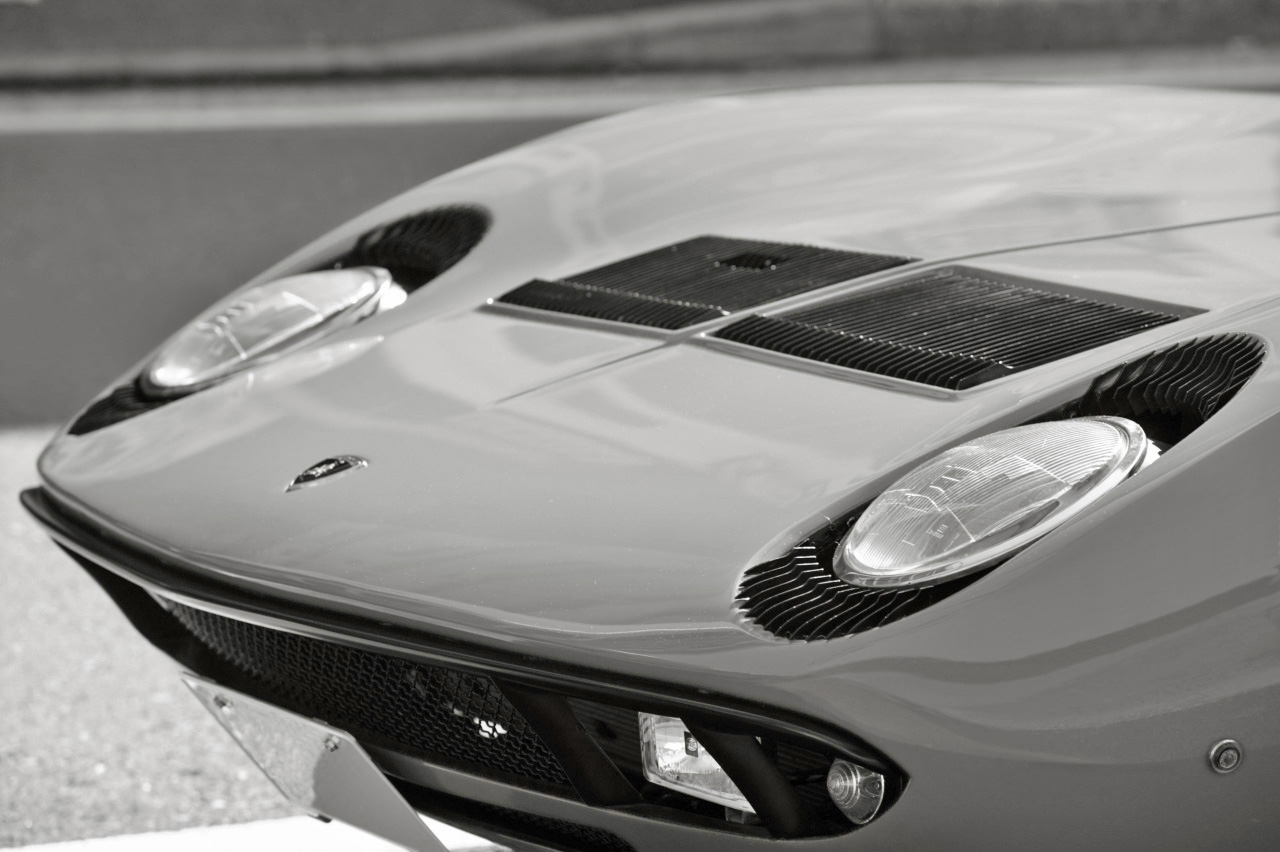
ランボルギーニ・ミウラ S

ポップアップ式ヘッドランプは主にスポーツカーに採用される格納式ヘッドライトの形式のひとつ。
ライト非点灯時には、灯体はフロントノーズ上に上向きで格納され、ボディー表面に張り付いているように見える。ライト点灯時は前方に起き上がり、進行方向に正対する。これにより、スタイルの良さと空気抵抗の低減を両立するために必須となる、低いノーズが可能となる。
リトラクタブルヘッドランプとは蝶番の位置が異なり、灯体の格納方向が逆となる。
この方式が採用された車にはランボルギーニ・ミウラ、ポルシェ・928、ポルシェ・968等の他、日本車では3代目トヨタ・セリカの4気筒モデルの前期型に採用例がある（後期型、及びGA60/MA60系セリカXXはリトラクタブル式）。